# Dieng
Dieng és un altiplà pantanós que forma el sòl d'una caldera a la zona del volcà actiu de Dieng, a prop de la ciutat de Wonosobo, a Java Central, Indonèsia. Conegut per "Dieng" pels indonesis, és a 2.000 m sobre el nivell de la mar, lluny de grans centres urbans. El nom de "Dieng" ve de «Di Hyang» que significa 'Habitada pels déus'.
Una part de la guerra de guerrilles del general Sudirman durant la Guerra de la Independència d'Indonèsia es feu en aquesta zona. A l'altiplà hi ha vuit petits temples hindús. Construïts al voltant de l'any 750, són els edificis de pedra més antics coneguts a Java. Sembla que al principi n'hi havia uns 400, però només en queden 8.